# Andrew Wheating

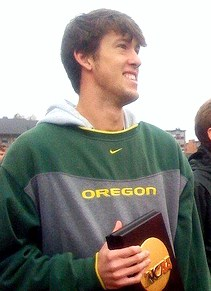
Andrew Wheating 2008

Andrew Wheating (* 21. November 1987 in Norwich, Vermont) ist ein ehemaliger US-amerikanischer Mittelstreckenläufer.
2008 schied er bei den Olympischen Spielen in Peking über 800 m und 2011 bei den Leichtathletik-Weltmeisterschaften in Daegu über 1500 m im Vorlauf aus.
Bei den Olympischen Spielen 2012 in London erreichte er über 1500 m das Halbfinale.
2015 siegte er bei den Panamerikanischen Spielen in Toronto über 1500 m.

## Persönliche Bestzeiten
- 800 m: 1:44,56 min, 13. August 2010, London
  - Halle: 1:48,04 min, 5. Februar 2016, Portland
- 1000 m: 2:17,44 min, 20. August 2012, Linz
- 1500 m: 3:30,90 min, 22. Juli 2010, Monaco
- 1 Meile: 3:51,74 min, 3. Juli 2010, Eugene
  - Halle: 3:59,11 min, 7. Februar 2009, New York City